# آمنمحات یکم
آمنمحات یکم نخستین فرعون دودمان دوازدهم مصر است که میان سال‌های ۱۹۹۱ تا ۱۹۶۲ پیش از میلاد مسیح فرمانروایی می‌کرد. دودمان دوازدهم را یکی از پر افتخارترین دوره‌های تاریخ مصر می‌دانند. مانثون نام او را به عنوان واپسین پادشاه دودمان یازدهم ذکر می‌کند.

## دوران
آمنمحات یکم وزیر منتوحتپ چهارم بوده‌است که او را از تخت به زیر کشید. در اینکه ایا آمنمحات منتوهوتپ را پس از چیره شدن بر او کشت یا نه میان تاریخ‌دانان اختلاف هست؛ با این حال هیچ شاهدی بر کشته شدن منتوهوتپ نیست و حتا این احتمال نیز وجود دارد که دوره‌ای از فرمانروایی هر دو آن‌ها به موازات هم وجود داشته باشد.
آمنمحات یکم نخستین فرعونی در طول تاریخ مصر است که با پسرش، سنوسرت یکم، فرمانروایی مشترک داشته. ستونی سنگی موجود است که در آن تاریخ نوشته‌ها سال سی‌ام فرمانروایی آمنمهات و سال دهم فرمانروایی سنوسرت یکم است. این نشان می‌دهد که سنوسرت در بیستمین سال پادشاهی پدرش با او فرمانروایی مشترک تشکیل داده.